# Ionica Tudor
Ionica Tudor (9 gennaio 1975) è una tuffatrice rumena.
Ha rappresentato la nazionale della Romania nel concorso dei tuffi dal trampolino 3 metri ai Giochi olimpici estivi di Barcellona 1992, concludendo al ventesimo posto.